# NGC 3116
NGC 3116 ist eine kompakte, elliptische Galaxie vom Hubble-Typ E0 im Sternbild Kleiner Löwe am Nordsternhimmel. Sie ist rund 284 Millionen Lichtjahre von der Milchstraße entfernt und hat einen Durchmesser von etwa 35.000 Lichtjahren.

Im selben Himmelsareal befinden sich u. a. die Galaxien NGC 3106, NGC 3126, IC 2540.
Das Objekt wurde am 10. März 1886 von Johann Palisa entdeckt.